# Rent (chanson)
Pour les articles homonymes, voir Rent.
Singles de Pet Shop Boys
What Have I Done to Deserve This?
(1987) Always on My Mind
(1987)
Rent est une chanson du duo britannique Pet Shop Boys extraite de leur deuxième album studio, Actually, paru le 7 septembre 1987.
Le 12 octobre 1987, un mois et cinq jours après la sortie de l'album, la chanson a été publiée en single. C'était le troisième single tiré de cet album.
Le single a atteint la 8e place au Royaume-Uni.
En 1989, la chanson a été reprise par Liza Minnelli sur son album Results, qui a été produit (réalisé) par les Pet Shop Boys.